# Actif irrécupérable
Les actifs irrécupérables ou actifs échoués sont des « actifs qui ont subi des dépréciations, des dévaluations ou des conversions au passif » imprévues. Ce phénomène peut venir de divers facteurs et est inhérent à la « destruction créatrice » de la croissance économique, de la transformation et de l'innovation. Ces actifs présentent des risques pour les individus et les entreprises et peuvent avoir des implications systémiques. 
Le terme est important pour la gestion des risques financiers afin d'éviter une perte économique après la conversion d'un actif en passif . Les comptables mettent en œuvre des mesures  pour faire face à la dépréciation des actifs et garantir que les actifs ne sont pas comptabilisés à plus de leur valeur recouvrable. Dans ce contexte, les actifs irrécupérables sont également définis comme un actif non significatif qui doit être inscrit au bilan comme une perte de profit. 

## Dans le contexte de l'environnement
Le terme actifs irrécupérables a acquis une place importante dans les discours sur l'environnement et le réchauffement climatique, où l'accent a été mis sur la manière dont les facteurs liés à l'environnement (comme la politique climatique  ) pourraient déprécier des actifs dans différents secteurs.  
Selon le Stranded Assets Program de la Smith School of Enterprise and the Environment de l' Université d'Oxford, on trouve parmi les facteurs de risque liés à l'environnement qui pourraient entraîner une dépréciation d'actifs: 
- les défis environnementaux (par exemple, le réchauffement climatique, la dégradation du capital naturel)
- le changement de structure des ressources, y compris l'épuisement des ressources (par exemple, l'abondance du gaz de schiste, la pénurie de phosphate)
- de nouvelles réglementations gouvernementales (par exemple, la tarification du carbone, la réglementation de la pollution atmosphérique, la bulle du carbone)
- la baisse des coûts des technologies propres (par exemple du solaire photovoltaïque, de l'éolien terrestre, des véhicules électriques)
- l'évolution des normes sociales (par exemple, les campagnes de désinvestissement des combustibles fossiles) et du comportement des consommateurs
- les litiges (liés par exemple à la responsabilité carbone) et la modification des interprétations statutaires (par exemple l'obligation fiduciaire, les obligations de divulgation)

Dans le contexte de la production d'énergie en amont, l'Agence internationale de l'énergie définit les actifs irrécupérables comme «les investissements qui sont réalisés mais qui, avant la fin de leur vie économique (supposée au moment de la prise de décision d'investissement), ne sont plus en mesure d'apporter un retour économique, à la suite de l'évolution du marché et de l'environnement réglementaire. 
La bulle du carbone est un exemple classique de la façon dont un facteur de risque lié à l'environnement pourrait déprécier des actifs.  
Un autre exemple est le déclassement avant leur fin de vie des centrales nucléaires, décidé par le gouvernement allemand et débattu au Japon après la catastrophe nucléaire de Fukushima. En termes financiers, non seulement le temps de retour économique de l'actif est réduit, mais l'accélération des passifs de démantèlement augmente également leur coût actuel net. Lorsque les décisions résultent de modifications de la législation gouvernementale, les passifs dépassant les provisions de déclassement accumulés au cours de la durée de vie utile de l'actif sont parfois assumés par le contribuable, par opposition au propriétaire-exploitant. 
Dans les discussions sur la déréglementation de la production d'électricité, le terme connexe coûts irrécupérables représente les investissements faits dans l'infrastructure de service public qui peuvent devenir redondants dans un environnement concurrentiel.

## Autres actifs irrécupérables
Le changement technologique peut entraîner d'autres types d'actifs irrécupérables. Par exemple, passer à un service d'autopartage peut signifier qu'une grande partie de la capacité de fabrication de voitures, et la capacité d'assurance associée, soient irrécupérables. 